# Сит (острво)
43° 55′ 53″ N 15° 17′ 50″ E / 43.93139° С; 15.29722° И
Сит је ненасељено острво у хрватском дијелу Јадранског мора, које се налази између осртва Пашман од којег је удаљен око 2,4 km и острва Жут удаљеног око 3,4 km. Дуг је 3,65 km те је иза Корната, Жута, Пишкере и Курбе Веле, пети по дужини међу Корнатским острвима. Његова површина износи 1,77 km² и по површини је шести оток Корнатског архипелага, док дужина обалске линије износи 9,068 km. Највиши врх — Вели врх је висок 84 m и налази се на југоистичном дијелу острва. Брдо Влашић, у средишњем дијелу острва високо је 78 m, а Боровац на сјеверозапдном дијелу острва висок је 60 m. Грађен је од кречњака и доломита кредне старости. Административно припада општини Муртер-Корнати у Шибенско-книнској жупанији.